# Konjunkturpaket II

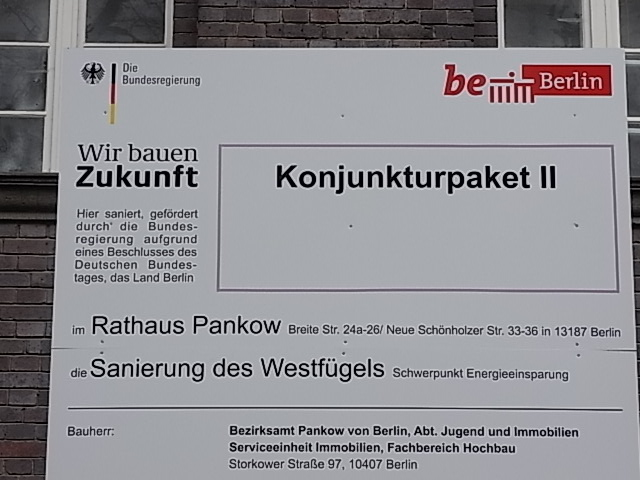
Einsatz des Konjunkturpakets in Berlin-Pankow.

Das Konjunkturpaket II (vollständiger Name: Pakt für Beschäftigung und Stabilität in Deutschland zur Sicherung der Arbeitsplätze, Stärkung der Wachstumskräfte und Modernisierung des Landes) war ein Konjunkturprogramm in Deutschland, das im Januar 2009 von der Bundesregierung beschlossen wurde, um die Auswirkungen der internationalen Finanzkrise auf die Realwirtschaft zu mildern und die schwere Rezession im Winterhalbjahr 2008/09 zu überwinden. Es schloss sich an das frühere Konjunkturpaket vom November 2008 (im Nachhinein als Konjunkturpaket I bezeichnet) an, hatte aber einen größeren fiskalischen Umfang. Die meisten der konjunkturpolitischen Maßnahmen liefen zum Jahresende 2010 aus, vorher begonnene Projekte aus dem Zukunftsinvestitionsgesetz wurden noch bis Ende 2011 gefördert.

## Vorgeschichte
Schon während der Diskussion um das Maßnahmenpaket „Beschäftigungssicherung durch Wachstumsstärkung“ (sogenanntes Erstes Konjunkturpaket) im November 2008 wurden erste Diskussionen innerhalb der Großen Koalition um ein weiteres Konjunkturprogramm laut. Dabei forderte der CSU-Vorsitzende und bayerische Ministerpräsident Horst Seehofer weitere Steuersenkungen.
Bundesfinanzminister Peer Steinbrück und die Sozialdemokratische Partei Deutschlands lehnten jedoch Steuersenkungen ab und forderten stattdessen eine Senkung der Sozialversicherungsbeiträge, insbesondere eine Senkung der Beiträge zum Gesundheitsfonds.

### SPD-Positionen
Das SPD-Präsidium beschloss seinen Pakt für Wachstum und Stabilität. Dieser sah einen Deutschlandfonds für Investitionen in Infrastruktur, Bildung und Zukunftstechnologien vor. Die SPD will danach „Arbeit sichern, Menschen stärken, Zukunftsmärkte erschließen und den sozialen Zusammenhalt in der Gesellschaft voranbringen“.
Der Eigenanteil von 0,9 Prozent zum Beitrag zur gesetzlichen Krankenversicherung (GKV) sollte aus Steuermitteln finanziert werden; dafür hätte der Bund ca. 10 Milliarden Euro jährlich ausgeben müssen.
Das SPD-Modell sah ein Finanzvolumen von zirka 40 Milliarden Euro vor.

### CDU-Positionen
Die CDU/CSU-Bundestagsfraktion hatte sich am 4. Januar 2009 nach sechsstündigen Verhandlungen im Bundeskanzleramt auf eine gemeinsame Liste verständigt. Diese sah insbesondere eine Steuersenkung zur Abmilderung der Kalten Progression durch eine Erhöhung des steuerlichen Grundfreibetrages von derzeit 7.664 Euro auf künftig 7.834 Euro (ab dem 1. Januar 2009) und ab dem 1. Januar 2010 auf 8.004 Euro im Einkommensteuertarif vor.

## Einigung und Beschlüsse
Am 12. Januar 2009 einigte sich der Koalitionsausschuss im Kanzleramt auf folgende Beschlüsse:
Pakt für Beschäftigung und Stabilität in Deutschland zur Sicherung der Arbeitsplätze, Stärkung der Wachstumskräfte und Modernisierung des Landes
- Beschluss 1: Zukunftsinvestitionen der öffentlichen Hand.

Vorgesehen waren bis Ende 2010 rund 10 Milliarden Euro für Investitionen der Kommunen und Länder und 4 Milliarden für Bundesinvestitionen. Die Finanzierung erfolgt zu 75 % durch den Bund, 25 % tragen die Länder. Investitionsschwerpunkte sind der Bildungsbereich, insbesondere Kindergärten, Schulen, Hochschulen und die Infrastruktur, insbesondere Verkehr, Krankenhäuser, Städtebau und Informationstechnologie. In beiden Investitionsschwerpunkten werden zugleich Maßnahmen zur Verringerung der CO2-Emissionen und der Steigerung der Energieeffizienz unterstützt werden.
- Beschluss 2: Beschleunigung von Investitionen durch Vereinfachung des Vergaberechts.

Verkürzung der Vergabefristen bis Ende 2010 in der Verdingungsordnung für Leistungen (VOL) und der Vergabe- und Vertragsordnung für Bauleistungen (VOB):
Die Dauer eines EU-Vergabeverfahrens wurde von 87 auf 30 Tage reduziert.
Erleichterte Vergabe von Bauleistungen durch beschränkte Ausschreibungen:
Einführung von Schwellenwerten für Beschränkte Ausschreibungen und Freihändige Vergaben in Deutschland:
bei Bauleistungen:
– Beschränkte Ausschreibung: 1 Mio. €
– Freihändige Vergabe: 100.000 €
bei Dienst- und Lieferleistungen:
– Freihändige Vergabe und Beschränkte Ausschreibung: 100.000 €
Unterhalb dieser Schwellenwerte konnten die Vergabestellen des Bundes ohne Nachweis eines Ausnahmetatbestandes Beschränkte Ausschreibungen oder Freihändige Vergaben durchführen. Die Länder und Kommunen waren aufgefordert, ihre Vergabeverfahren ebenfalls durch Anhebung der Schwellenwerte zu erleichtern. Die neuen Schwellenwerte galten vorläufig bis zum 31. Dezember 2010.
- Beschluss 3: Kredit- und Bürgschaftsprogramm.

Zusätzliches Sonderprogramm der KfW Bankengruppe für Kredite an Großunternehmen, Verbesserung der Bürgschaftsinstrumente zur Kreditversorgung der Wirtschaft durch Maßnahmen in Höhe von 100 Milliarden Euro. Prüfung von Unternehmensfremdfinanzierungen durch Bürgschaftsinstrumente, besonders bei Kreditversicherern, Leasinggesellschaften und Factoring-Gesellschaften. Dieser Beschluss war später im 2011 beendeten Wirtschaftsfonds Deutschland näher ausgeführt.
- Beschluss 4: Ausweitung der bundesgedeckten Exportfinanzierung

Die Erweiterung der Möglichkeiten zur bundesgedeckten Exportfinanzierung (Hermes-Bürgschaft) sollten geprüft werden.
- Beschluss 5: Innovationsförderung des Bundes

Aufstockung der Förderungsmittel für das Zentrale Innovationsprogramm Mittelstand (ZIM) zu Forschungs- und Entwicklungsvorhaben u. a. mit einhergehender Öffnung des Programms für Unternehmen mit bis 1.000 Beschäftigten (zuvor waren nur KMU mit bis zu 250 Beschäftigten antragsberechtigt). Eine gesetzliche Regelung oder eine Zustimmung der Länder war zu diesem Beschluss nicht erforderlich.
- Beschluss 6: Breitbandstrategie der Bundesregierung

Massiver Ausbau von Breitbandnetzen und Unterstützung beim Aufbau von leitungsgebundenen und funkgestützten Hochleistungsnetzen. Besonders nicht versorgte Gebiete im ländlichen Raum sollten bis Ende 2010 abgedeckt sein. Bis spätestens 2014 soll es für 75 Prozent der Haushalte und bis 2018 für alle Haushalte in Deutschland Anschlüsse mit Übertragungsraten von mindestens 50 Megabit pro Sekunde zur Verfügung stehen. Die Umsetzung dieser Zielsetzungen legte die Bundesregierung mit einer Breitbandstrategie im Februar 2009 vor.
- Beschluss 7: Stärkung der PKW-Nachfrage

Fahrzeughalter können eine Umweltprämie beantragen, wenn ein mindestens neun Jahre altes Altfahrzeug, das für mindestens 1 Jahr auf den Halter zugelassen war, verschrottet und gleichzeitig ein umweltfreundlicher Neu- oder Jahreswagen ab Abgasnorm Euro 4 gekauft und zugelassen wird. Die Umweltprämie (umgangssprachlich Abwrackprämie) betrug 2.500 Euro und wurde für Zulassungen bis zum 31. Dezember 2009 gewährt. Hierfür wurde ein Gesamtvolumen von 5 Milliarden Euro vom Bund bereitgestellt, das am 2. September 2009 ausgeschöpft war.
- Beschluss 8: Neuregelung der Kraftfahrzeugsteuer

Ergänzend zum Maßnahmenpaket „Beschäftigungssicherung durch Wachstumsstärkung“ sollte bis zum 1. Juli 2009 die gegenwärtige Kraftfahrzeugsteuer auf eine emissionsbezogene Kfz-Steuer umgestellt werden, was auch geschah. Die Einnahmen hieraus stehen dann ausschließlich dem Bund zu – im Gegenzug erhalten die Länder, denen bisher die Steuer zustand, einen jährlichen Festbetrag vom Bund als Kompensation.
- Beschluss 9: Förderung anwendungsorientierter Forschung im Bereich Elektromobilität

Bis Ende 2010 sollten zusätzlich 500 Millionen Euro über Förderprogramme und Kredite der KfW eingesetzt werden können. Beispielsweise für Hybridantrieb, Brennstoffzell- oder Speichertechnologien.
- Beschluss 10: Beschäftigungssicherung

Erstattung des Arbeitgeberanteils zur Sozialversicherung bei Kurzarbeit des Arbeitnehmers in Höhe von 50 Prozent durch die Bundesagentur für Arbeit. Bis Ende 2010 sollten 1,2 Milliarden Euro im Bundeshaushalt für Aktivierungs- und Qualifizierungsmaßnahmen der Träger der Grundsicherung für Arbeitsuchende und 770 Millionen Euro der Bundesagentur für Arbeit zur Verfügung stehen. Betriebe können nach Angaben der Bundesregierung die Krise nutzen, um ihre Beschäftigten zu qualifizieren und weiterzubilden statt zu entlassen. Insbesondere Arbeitnehmer über 25 Jahre, die über keinen Berufsabschluss verfügen, und Jugendliche, die schon lange vergeblich eine Lehrstelle suchen, sollten gefördert werden. Die Arbeitsagenturen und Jobcenter sollten 5000 Stellen für die Vermittlung, Betreuung und Leistungsgewährung dazubekommen. Der gesetzliche Beitragssatz der Arbeitslosenversicherung wurde ab 1. Januar 2009 auf 2,8 Prozent abgesenkt und galt bis zum 31. Dezember 2010.
- Beschluss 11: Senkung der Einkommensteuer

Ab 2009 wurde der Eingangssteuersatz von 15 auf 14 Prozent gesenkt und der Grundfreibetrag um 170 Euro auf 7.834 Euro erhöht; ab 2010 erfolgte eine weitere Anhebung auf dann 8.004 Euro. Steuermindereinnahmen dadurch: 5,9 Mrd. Euro. Quelle: BT-Drs.16/11740.
- Beschluss 12: Beiträge zur gesetzlichen Krankenversicherung

Der Bund zahlt in den Gesundheitsfonds der Gesetzlichen Krankenversicherung (GKV) mit Wirkung zum 1. Juli 2009 für das Jahr 2009 einen weiteren Zuschuss in Höhe von 3 Milliarden Euro und für das Jahr 2010 rund 6 Milliarden Euro. Die paritätisch finanzierten Beitragssätze zur GKV wurden dementsprechend um 0,6 Prozentpunkte gesenkt.
- Beschluss 13: Familien- und kinderbezogene Leistungen

Über die Familienkassen wurde an alle Kindergeldbezieher eine Einmalzahlung (Kinderbonus) von 100 Euro je Kind im April 2009 ausgezahlt. Sie wird nicht mit den Bedarfssätzen der Bezieher von Sozialleistungen verrechnet. Alleinerziehende Eltern mit einem monatlichen Bruttoeinkommen ab 1800 Euro mussten den Kinderbonus mit der Steuererklärung wieder zurückzahlen, da er mit dem Kinderfreibetrag verrechnet wird, ebenso Verheiratete mit einem Bruttojahresverdienst von zusammen über 70.000 Euro.
Die Regelsätze für Kinder im Alter von 6 bis 13 nach SGB II („Hartz IV“) und SGB XII (Sozialhilfe) werden zum 1. Juli 2009 von bis dahin 60 auf 70 % des Eckregelsatzes erhöht.
- Beschluss 14: Beschluss zur Einführung einer neuen Schuldenbegrenzungsregel

Im Rahmen der Föderalismusreform II kam es zwischen Bund und Ländern zu einer Vereinbarung zur Neuregelung der Begrenzung der Nettokreditaufnahme („Schuldenbremse“), die im Grundgesetz ab August 2009 verankert wurde. Zur Deckung eines Haushaltsdefizites war dies zuvor nur durch das Grundgesetz auf die Höhe der Ausgaben für Investitionen des Staates begrenzt.

## Kredit- und Bürgschaftsprogramm für die Wirtschaft
Beschluss 3 sah ein Kredit- und Bürgschaftsprogramm für die Wirtschaft vor, das zwischenzeitlich im 2011 ausgelaufenen Wirtschaftsfonds Deutschland umgesetzt war. Aufgrund der Finanzkrise ab 2007 hatten mittlere und große Unternehmen zunehmende Finanzierungsprobleme, die jedoch inzwischen wieder abgeflaut sind.
Dazu wurde das Bürgschaftsvolumen von 15 Milliarden Euro aus dem Konjunkturpaket I vom 5. November 2008 um 100 Milliarden Euro aus dem Konjunkturpaket II – Beschluss 3 ausgeweitet. Es wurden neue Bürgschaftsinstrumente für Leasing- und Factoringgesellschaften eingeführt.
Es war eine Flexibilisierung der Bedingungen des mittelstandsorientierten KfW-Sonderprogrammes vorgesehen. Ein KfW-Sonderkreditprogramm über 25 Milliarden Euro sollte auch großen Unternehmen (Umsatz über 500 Mio. Euro) bereitgestellt werden.
Das Kredit- und Bürgschaftsprogramm war am 19. Februar 2009 von der EU-Kommission genehmigt worden. Federführend war das Bundeswirtschaftsministerium.

## Finanzvolumen
Der Internationale Währungsfonds bezifferte die von der Bundesregierung gesetzten Impulse für das Jahr 2008 mit 4 Mrd. Euro oder 0,1 % des Bruttoinlandsprodukts, für 2009 mit 40 Mrd. Euro (1,6 %) und für 2010 mit 24 Mrd. Euro (0,9 %). Er selbst empfahl für 2009 ein Volumen in Höhe von 1 ½ % bis 2 % des Bruttoinlandsprodukts. Das Konjunkturpaket selbst wurde mit zusätzlicher Schuldenaufnahme in Höhe von 36,8 Mrd. Euro finanziert.

## Gesetzgebungsverfahren
Die Große Koalition einigte sich in einer zweiten Verhandlungsrunde am 12. Januar 2009 auf das zweite Konjunkturpaket. Am 13. Januar wurde es in den Fraktionen beraten und am 14. Januar im Bundeskabinett beschlossen. Das Konjunkturpaket beinhaltete vier Gesetze:
- Gesetz zur Änderung des Grundgesetzes (Art. 106, 106b, 107, 108),[19]
- Gesetz zur Neuregelung der Kraftfahrzeugsteuer und Änderung anderer Gesetze,[20]
- Gesetz zur Sicherung von Beschäftigung und Stabilität in Deutschland[21] und das
- Gesetz über die Feststellung eines Nachtrags zum Bundeshaushaltsplan für das Haushaltsjahr 2009 (Nachtragshaushaltsgesetz 2009)[22]

Die Beratung im Haushaltsausschuss des Bundestages erfolgte am 9. Februar und die Verabschiedung durch den Bundestag am 13. Februar. Am 20. Februar 2009 hat der Bundesrat dem Konjunkturpaket II zugestimmt, am 6. März 2009 ist es in Kraft getreten.

## Prüfung
Am 6. Oktober 2009 kündigten mehrere Bundesländer an vor dem Bundesverfassungsgericht gegen das dem Bundesrechnungshof eingeräumte Prüfrecht zu klagen. Die Finanzminister sprechen dem Bund das Recht ab, die Verwendung von Geldern aus dem Konjunkturprogramm in Ländern und Kommunen durch den Bundesrechnungshof zu überprüfen. Dies soll durch die Landesparlamente und Landesrechnungshöfe geschehen.

## Effekte und Bewertung
Die Zeitschrift Wirtschaftsdienst hat anhand einer Simulation auf Grundlage des RWI-Konjunkturmodells die Effekte des Konjunkturpakets II berechnet. Im Februar 2009 ging man davon aus, dass sich die Zuwachsrate des Bruttoinlandprodukts 0,5 % für das Jahr 2009 und 0,3 % für das Jahr 2010 erhöhen würde. Gegenüber der ursprünglich geplanten Umsetzung änderten sich jedoch zwei Entscheidende Punkte: Erstens wurden die Mittel der Abwrackprämie schon im Laufe des Jahres 2009 zu 80 % ausgeschöpft und das Gesamtvolumen von 1,5 auf 5 Mrd. Euro erhöht. Zweitens wurden die Bestimmungen für Maßnahmen, die gefördert werden sollten gelockert. Ein weiteres Problem gab es bei der Umsetzung. So lief das Investitionsprogramm nur schleppend an und bis Ende 2009 waren erst 13 % der zur Verfügung stehenden Summe abgerufen. Ursprünglich sollten bis Ende 2009 aber schon 50 % der Mittel ausgegeben worden sein. Mit einer aktualisierten Simulation kommt Wirtschaftsdienst 2011 auf stärkere Auswirkungen des Programms zu Beginn. Im Jahr 2009 habe das Konjunkturpaket den Anstieg des realen BIPs um 0,7 % erhöht. 2010 habe das Programm den Anstieg des BIPs dagegen um 0,2 % gedämpft.
Schlussendlich sei die Umsetzung des Konjunkturpakets zu langsam angelaufen und habe damit eine langfristige Stabilisierung der Wirtschaft erschwert. Vielmehr habe es nur ein Einbrechen der Wirtschaftsleistung nach dem Auslaufen kurzfristiger Maßnahmen wie der Abwrackprämie verhindert.